# Frederick Edwin Smith, 1:e earl av Birkenhead
F.E. Smith leder hit. För den brittiske fysikern F.E. Smith se Frank Edward Smith.
Frederick Edwin Smith, 1:e earl av Birkenhead, född 12 juli 1872 i Birkenhead, död 30 september 1930, var en brittisk konservativ politiker och jurist.
Birkenhead gjorde en lysande karriär i Oxford, och efter att ha tjänstgjort som lärare vid Merton och Oriel College övergick han till juridiken. Han innehade en betydande advokatbyrå i Liverpool, när han 1906 valdes till parlamentsledamot på konservativt program. Hans jungfrutal fäste genast uppmärksamheten på honom, och en rad framstående processer, bland annat mot lord Alfred Douglas med anledning av Oscar Wilde-kraschen, befäste hans rykte som en slagfärdig debattör. 
I parlamentet tillhörde han the Diehards, som hårdnackat avslog billen om överhusets suspensiva veto, och i den irländska frågan var han Edward Carsons närmaste man vid organiserandet av motståndet mot home-rule i Ulster. Han upptog Joseph Chamberlains roll som talesman för en folklig konservatism. Vid krigsutbrottet blev han chef för kontrollen över pressen och följde med den indiska kåren i fält under slutet av 1914. 
Birkenhead inträdde i den första koalitionsregeringen som "solicitor general" och efterträdde i november Edward Henry Carson som "attorney general". På denna post var hans största insats förvärvandet av det icke ockuperade Rhodesia åt staten med undantängande av South African co. 1918 blev Birkenhead "lord chancellor" och genomdrev som sådan "The property act" 1922, vilken definitivt upphävde de rester av feodalism och lokala förordningar, som ännu belastade det brittiska jordbruket. 
Vid den konservativt-liberala koalitionens sprängning 1922 ogillade Birkenhead den konservativa majoritetens utbrytning och intog en fri oppositionell ställning gentemot Andrew Bonar Law och Stanley Baldwin. I andra ministären Baldwin inträdde Birkenhead dock som minister för Indien, från vilken post han tog avsked 1928. Birkenhead utgav förutom politiska skrifter även essayer. Särskilt märks hans uppsats om  lord Salisbury.